# Sch (Rapper)

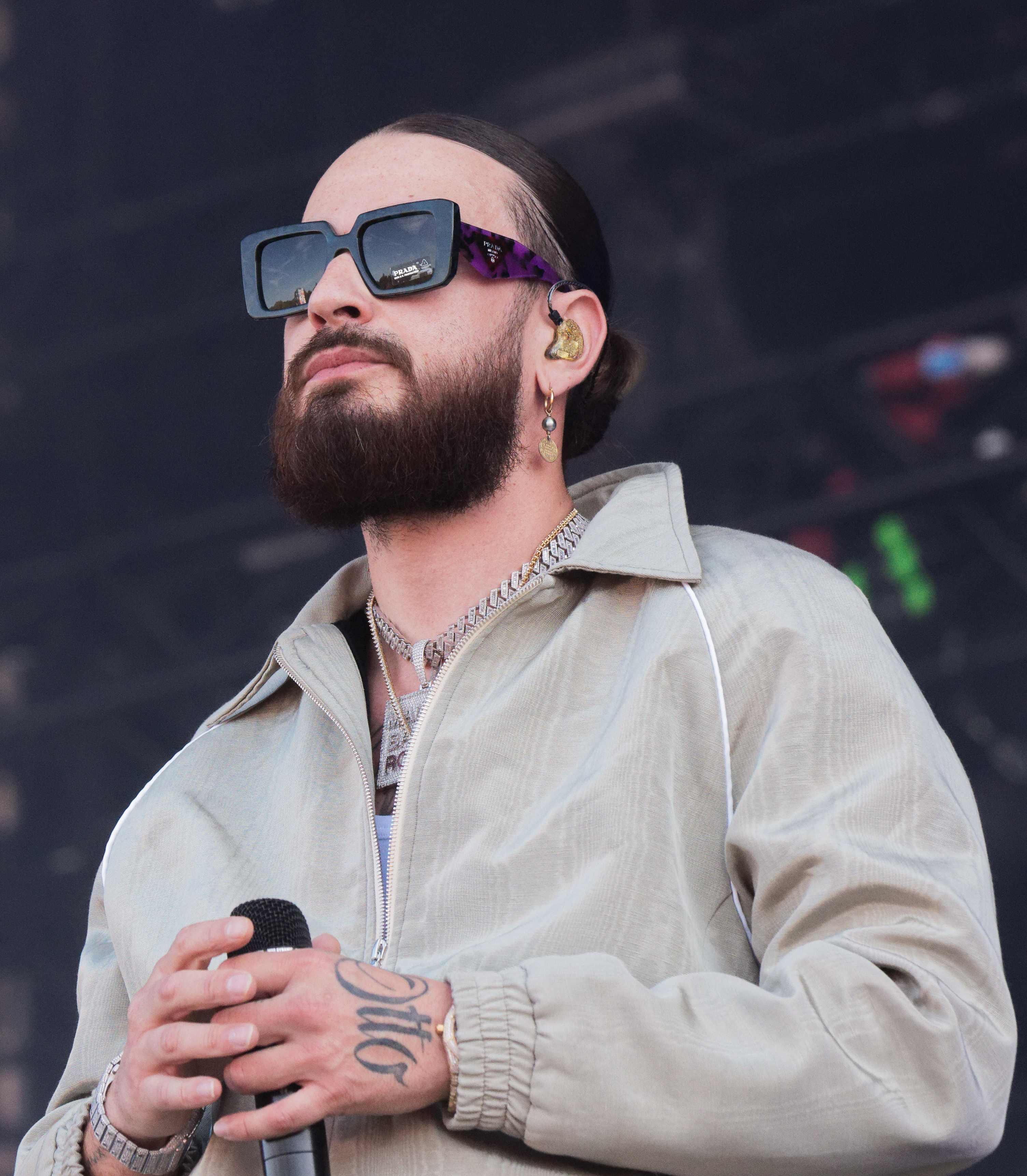
Festival des Vieilles Charrues 2022

Julien Schwarzer (* 6. April 1993 in Marseille), bekannt als Sch (auch SCH geschrieben), ist ein französischer Rapper aus Aubagne. Er trat 2015 erstmals in Erscheinung und gehört seit den 2020er Jahren mit mehreren Nummer-eins-Hits und -Alben zu den erfolgreichsten Rappern seines Landes.

## Biografie
Der Großvater von Julien Schwarzer kommt aus Berlin, seine Eltern, ein Fernfahrer und eine Krankenschwester, lebten in Marseille im Stadtviertel Saint-Barnabé, wo er 1993 geboren wurde. Bis zum 10. Lebensjahr wuchs er in der Großstadt auf, dann zog die Familie ins Umland in die Kleinstadt Aubagne. Mit 13 Jahren schrieb er seine ersten Texte und mit 15 wandte er sich, beeinflusst von Eminem und 50 Cent, dem Rap zu. Er war Teil des lokalen Kollektivs Le 13Miles4 und veröffentlichte eigene Stücke und Mixtapes zuerst bei Skyblog unter dem Rappernamen Schneider, bevor er sich 2014 für das Kürzel Sch entschied.
Eine größere Öffentlichkeit wurde erstmals auf ihn aufmerksam, als er im Juni 2015 auf dem Nummer-eins-Mixtape R.I.P.R.O (Volume 1) von Lacrim erschien. Noch im selben Jahr veröffentlichte er sein eigenes Mixtape A7, mit dem er auf Anhieb in die Album-Top-10 in Frankreich und die Top 20 in Belgien und der Schweiz kam. A7 wurden mit Doppelplatin ausgezeichnet. 2016 folgte das Album Anarchie und im Jahr darauf sein erstes Nummer-eins-Album Deo favente, beide erreichten ebenfalls Doppelplatin. Mit Songs wie Otto und Mayday kam er jeweils auf Platz 3, platzierte sich auch über die Landesgrenzen hinaus im französischsprachigen Raum und erreichte beide Male Diamant-Status.
Mit Bande organisée erreichte Sch 2020 erstmals auch bei den Singles Platz 1. Dabei war er Teil eines von Jul angestoßenen Projekts mit dem Namen 13 Organisé, bei dem sich Rapper aus der Region Marseille (dem 13. Département) zusammenschlossen. Der Song war 12 Wochen auf Platz 1 und der Hit des Jahres. Seine erste eigene Nummer 1 hatte er im Jahr darauf mit Marché noir vom Album Jvlivs II. Mit Platz 1, 3 Jahren in den Top-200-Albumcharts und Dreifachplatin sowie erstmals auch Platz 1 in der belgischen Wallonie war dieses Album seine bis dahin erfolgreichste Veröffentlichung. Bei den Victoires, dem wichtigsten französischen Musikpreis, wurde es als meistgestreamtes Album des Jahres ausgezeichnet.
2022 gehörte Sch mit Shay und Niska zu einer dreiköpfigen Jury der Casting-Show Nouvelle École, produziert von Netflix nach amerikanischem Vorbild, bei dem Raptalente aus drei Städten um den Sieg und ein Preisgeld battleten.
In die Schlagzeilen geriet der Rapper 2024, als sein Team nach einem Auftritt in seiner Abwesenheit in ein Attentat verwickelt wurde, bei der ein Verwandter von ihm starb. Nach Ermittlungen der Polizei soll eine Erpressung eines Clans aus Marseille hinter dem Anschlag stecken.

## Diskografie
Studioalben

| Jahr | Titel Musiklabel                                    | Höchstplatzierung, Gesamtwochen, AuszeichnungChartplatzierungen (Jahr, Titel, Musiklabel, Platzierungen, Wochen, Auszeichnungen, Anmerkungen) | Höchstplatzierung, Gesamtwochen, AuszeichnungChartplatzierungen (Jahr, Titel, Musiklabel, Platzierungen, Wochen, Auszeichnungen, Anmerkungen) | Höchstplatzierung, Gesamtwochen, AuszeichnungChartplatzierungen (Jahr, Titel, Musiklabel, Platzierungen, Wochen, Auszeichnungen, Anmerkungen) | Anmerkungen                                                 |
| Jahr | Titel Musiklabel                                    | FR | BEW | CH | Anmerkungen                                                 |
| ---- | --------------------------------------------------- | --- | --- | --- | ----------------------------------------------------------- |
| 2016 | Anarchie Braabus Music / Millenium Capitol (UMG)    | FR2 ×2Doppelplatin · (79 Wo.)FR | BEW2 (26 Wo.)BEW | CH8 (4 Wo.)CH | Erstveröffentlichung: 27. Mai 2016 Verkäufe: + 200.000      |
| 2017 | Deo favente Braabus Music / Millenium Capitol (UMG) | FR1 ×2Doppelplatin · (79 Wo.)FR | BEW2 (26 Wo.)BEW | CH8 (2 Wo.)CH | Erstveröffentlichung: 5. Mai 2017 Verkäufe: + 200.000       |
| 2018 | Jvlivs Maison Baron Rouge (WMG)                     | FR2 Platin · (153 Wo.)FR | BEW7 (… Wo.)BEW | CH11 (2 Wo.)CH | Erstveröffentlichung: 19. Oktober 2018 Verkäufe: + 100.000  |
| 2019 | Rooftop Rec.118 (WMG)                               | FR3 ×2Doppelplatin · (153 Wo.)FR | BEW14 (96 Wo.)BEW | CH9 (7 Wo.)CH | Erstveröffentlichung: 29. November 2019 Verkäufe: + 200.000 |
| 2021 | Jvlivs II Rec.118 (WMG)                             | FR1 ×3Dreifachplatin · (156 Wo.)FR | BEW1 (142 Wo.)BEW | CH2 (13 Wo.)CH | Erstveröffentlichung: 19. März 2021 Verkäufe: + 300.000     |
| 2024 | Jvlivs Prequel: Giulio Maison Baron Rouge (WMG)     | FR1 Platin · (… Wo.)FR | BEW1 (32 Wo.)BEW | CH2 (… Wo.)CH | Erstveröffentlichung: 31. Mai 2024 Verkäufe: + 100.000      |
| 2024 | Jvlivs III: Ad Finem Maison Baron Rouge (WMG)       | FR1 Platin · (… Wo.)FR | BEW1 (… Wo.)BEW | CH1 (… Wo.)CH | Erstveröffentlichung: 6. Dezember 2024 Verkäufe: + 100.000  |